# Нацулуку
Нацулуку (груз. ნაწულუკუ) — село в Грузии, на территории Зугдидского муниципалитета края (мхаре) Самегрело-Верхняя Сванетия.

## География
Село находится в западной части Грузии, к востоку от реки Ингури, у северной окраины города Зугдиди, административного центра муниципалитета. Абсолютная высота — 143 метра над уровнем моря.

## Население
По результатам официальной переписи населения 2014 года в Нацулуку проживало 1194 человека (569 мужчин и 625 женщин). В национальной структуре населения грузины составляли 99,7 %.
| Год  | Население, человек |
| ---- | ------------------ |
| 2002 | 2287               |
| 2014 | ↘ 1194             |